# 文化街道 (哈尔滨市)
文化街道是中国黑龙江省哈尔滨市南岗区下辖的一个街道，位于南岗区南部，东与革新街道相邻，南与动力区接壤，北与花园街道相邻。